# Ejido Benito Juárez, Guanajuato
Ejido Benito Juárez är en ort i Mexiko.   Den ligger i kommunen Pénjamo och delstaten Guanajuato, i den centrala delen av landet, 290 km väster om huvudstaden Mexico City. Ejido Benito Juárez ligger 1 791 meter över havet och antalet invånare är 120.
Terrängen runt Ejido Benito Juárez är platt åt sydväst, men åt nordost är den kuperad. Runt Ejido Benito Juárez är det ganska tätbefolkat, med 93 invånare per kvadratkilometer. Närmaste större samhälle är Angamacutiro de la Unión, 10,4 km söder om Ejido Benito Juárez. Trakten runt Ejido Benito Juárez består till största delen av jordbruksmark.